# Johann Ernst Bach (1722-1777)
Johann Ernst Bach (28 de enero de 1722 - 1 de septiembre de 1777) fue un organista alemán.
Hijo de Johann Bernhard Bach (1676-1749), nació en Eisenach. Fue alumno de Johann Sebastian Bach —que era su primo— en la Thomasschule de Leipzig, y como parte de sus estudios con él, copió 12 conciertos de Antonio Vivaldi, que luego Johann Sebastian transcribió para teclado. Después abandonó la música para dedicarse a las leyes, pero en 1742 aceptó el puesto de organista en Eisenach, primero como suplente su padre y luego como titular. Pasó a servir a la corte de Sajonia-Weimar, donde colaboró con Jiří Antonín Benda. En 1756 fue nombrado director de orquesta. En 1758 retornó a Eisenach, ocupándose desde 1765 también de problemas administrativos - Kostenverwalter o contable de los ingresos del culto.
Fue padre de:
- Johann Georg Bach (1751-1797).

## Obras
En sus composiciones es posible percibir el empfindsamen Stil (estilo sentimental) de la época rococó.
- Missa brevis
- Magnificat en alemán
- Trauermusik auf Ernst August Constantin (1758)
- La cantata Mein Odem ist schwach, BWV 222, los movimientos corales también como motete, Unser Wandel ist im Himmel, BWV Anh. 165. Esta obra fue falsamente atribuida a Johann Sebastian Bach.
- La cantata profana Gesegneten Auftritt para el duque Friedrich (1756)
- La pasión-oratorio O Seele, deren Sehnen (1764)
- La oda Vertrauen des Christen auf Gott
- El motete Aus der Tiefen
- 18 arias
- 6 sonatas para clave (1760)
- 3 fantasías y fugas
- Preludio coral Valet will ich dir geben para órgano.
- El prefacio a Anleitung zu der musikalischen Gelahrtheit de J. Adlung (1758)